# Order 8 Września
Order 8 września (mac. Орден 8ми септември) – drugie najwyższe odznaczenie państwowe Macedonii Północnej. Ustanowiony 27 czerwca 2002 roku, nazwą nawiązuje do daty uzyskania niepodległości przez kraj (8 września 1991). Przyznawany osobom zasłużonym w rozwijaniu stosunków dyplomatycznych Macedonii Północnej z innymi państwami, budowaniu jej bezpieczeństwa wewnętrznego lub zaangażowanym w jej obronę (na przykład podczas działań wojennych).
Awers orderu przedstawia okrąg, w który wpisano obszar geograficzny Macedonii Północnej, w środku którego umieszczono napis:  
„8 СЕПТЕМВРИ 
1991  
8 SEPTEMBER”.  
Kompozycję otacza wieniec laurowy. Całość umieszczona jest na ośmioramiennej gwieździe. 

## Odznaczeni
Orderem odznaczeni zostali m.in.: Robert Badinter, Hamad ibn Chalifa Al Sani, Roman Herzog, Bronisław Komorowski, Viktor Orbán, Miloš Zeman czy Żelu Żelew.